# SmartDraw
SmartDraw是一套由SmartDraw.com開發的繪圖軟體，可以用來畫流程圖、時間圖等不同形式的商業圖表。目前推出的版本為SmartDraw 2009。
SmartDraw是一套專門為製作流程圖所開發的軟體，有了這套軟體，就可解決製作流程圖的問題，讓制作者的文件更具有可看性。
當執行SmartDraw後，就會先開啟流程圖的類型選項，其中有一般流程圖、組織圖、樹形圖、網路圖、區塊圖、工程用流程圖、平面圖、甘特圖、表格、地圖、卡片和其他等等的類型，請先在此大致選擇設計流程圖的類型，SmartDraw會依據選擇的類型，開啟不同的工具列選項。
進到SmartDraw的視窗後：
- 要拖曳工具列上的圖形鈕，就可新增流程圖的圖形。
- 在任一圖形上按兩下滑鼠左鍵，就可輸入文字，中文字也可接受。
- 先在圖形上按一下滑鼠左鍵就會在圖形邊緣出現黑色小點，在其上拖曳滑鼠左鍵，就可以做放大縮小的動作，在內部的圈圈做拖曳的動作，就可以旋轉該物件。
- 在圖形上按一下滑鼠右鍵就可拉出修改該圖形的選單。
- 可再Office的任一軟體中插入SmartDraw的物件。

SmartDraw另外有兩套為特定行業而設的版本，分別是為律師行業而設的the SmartDraw Legal Edition和為醫療行業而設的the SmartDraw Healthcare Edition。

## 批評
在2008年5月，SmartDraw的授權協議中出現了以下條款：
"SmartDraw有權在未知會用戶的情況下，透過遙控監視工具，存取或審查用戶的電腦，以達前述之目的。"
這條條款可能會危及用戶的隱私，因為在該條款下，
SmartDraw有權在用戶不知情的情況下，於用戶的電腦中安裝間諜軟體。

## 外部連結
- SmartDraw首頁（页面存档备份，存于）
- SmartDraw中文官方網站
- SmartDraw台灣經銷商
- Software Development Times discusses using SmartDraw for software design diagrams